# Анко, Юрий Михайлович
Юрий Михайлович Анко (23 мая 1930 — 19 мая 1960) — первый эскимосский поэт, один из наиболее известных представителей эскимосской литературы. Профессиональный лётчик.

## Биография
Родился в селе Чаплино (эским. Уӈазиӄ; ныне не существует) на мысе Чаплина (Чукотка) в семье охотника-зверобоя. Семья жила очень бедно, шесть детей в ней умерло. В годы Великой Отечественной войны, оставив школу, стал работать на рыбозаводе в посёлке Комбинат Анадырского района.
Работал в Анадырском райкоме комсомола. С 1948 года, получив направление, учился в педагогическом институте им. А. И. Герцена в Ленинграде (факультет народов Крайнего Севера), одновременно посещал занятия в Ленинградском центральном аэроклубе. В Ленинграде познакомился с Юрием Рытхэу.
Институт не окончил, продолжил обучение в военно-лётном училище в Балашове. Окончил училище с отличием (1952), летал на самолётах Ли-2.
Выйдя в запас в 1954 году, вернулся на Чукотку. Плавал на кораблях промыслового флота. В 1955—1958 годах учился в Анадырском педагогическом училище народов Крайнего Севера. По окончании училища снова работал пилотом.
Покончил с собой в 1960 году (застрелился). Похоронен в посёлке Шахтерский Анадырского района.
Первые стихи Анко появились в рукописном студенческом журнале «Юность». Первая книга «Малыши» (перевод с эскимосского — В. В. Португалов) вышла в 1959 году. Уже после гибели Анко в Магадане на русском и эскимосском языках были изданы его произведения «Эскимосские этюды», «Всегда в полёте», «Яӄу», «Наӷуйя» (Чайка).

## Сочинения
- Всегда в полёте: [Стихи] / Пер. А. И. Черевченко. — Магадан, 1984. — 47 с.
- Эскимосские этюды: [Стихи]: [Для среднего и старшего школьного возраста]. — Магадан, 1970. — 32 с.
- Малыши: [Стихи для самых маленьких] / Пер. В. В. Португалов. — Магадан, 1959. — 12 с.
- Колыбельная: [Стихи] / Пер. В. В. Португалов.
- Я вырос: [Стихи] / Пер. В. В. Португалов.
- Осень: [Стихи] / Пер. В. А. Сергеев.
- Зима пришла: [Стихи] / Пер. В. В. Португалов.
- Журавли: [Стихи] / Пер. А. И. Черевченко.
- Чайка: [Стихи]. — Магадан, 1987.
- Яӄу: [Стихи]. — Магадан, 1985.